# 徳島市B&G海洋センター
徳島市B&G海洋センター（とくしましビーアンドジーかいようセンター）は、徳島県徳島市論田町にあるスポーツ施設。B&G財団が創設し、管理運営は徳島市体育振興公社が行っている。

## 施設概要

### 体育館
- 構造：鉄筋コンクリート平屋建
- 工費：242,000千円
- 延床面積：1,103m2
- 施工：1979年（昭和54年）12月
- 利用時間：9:00～21:00

利用種目
- バレー（2面）
- バスケット（1面）
- 卓球（14台）
- バドミントン（4面）
- テニス（1面）

### 武道館
- 構造：鉄筋コンクリート
- 工費：81,000千円
- 延床面積：542m2
- 施工：1981年（昭和56年）9月
- 利用時間：9:00～21:00

利用種目
- 柔道
- 剣道
- 空手

### プール
- 敷地面積：960 m2
- コース：25m(6コース）
- 延床面積：幼児プール6m×10m
- 施工：1979年（昭和54年）12月
- 利用時間：6月15日～9月15日（10:00～17:00）、7月より毎週金曜日17：00～20：30の間は夜間営業。

### 艇庫
- 構造：鉄骨平屋建
- 工費：29,500千円
- 延床面積：450m2
- 施工：1979年（昭和54年）12月
- 利用時間：5月1日～10月31日（10:00～17:00）

配備艇
- カヌー（15）
- OPヨット（10）
- カッター（1）
- ダブルスカル（2）
- ローボート（3）
- 12Fヨット（2）

## 交通
- 徳島バス・小松島市営バス「大江橋停留所」より徒歩5分。
- JR徳島駅より車で約30分。